# Alberi monumentali della Campania
Gli alberi monumentali della regione Campania risultano essere 180, distribuiti su tutta la superficie della regione.
Catalogo Alberi Monumentali d'Italia

## Normativa
L’articolo 7 della Legge n. 10/2013 individua gli alberi monumentali presenti nella penisola italiana.
Detti alberi sono ritenuti monumentali attraverso dei criteri:
- il pregio legato all’età e alle dimensioni;
- il pregio legato alla forma e al portamento;
- il valore ecologico;
- il pregio legato alla rarità botanica;
- il pregio legato all’architettura vegetale;
- il pregio storico-culturale-religioso;
- il pregio paesaggistico.

## Alberi monumentali della provincia di Avellino
| Denominazione dell'albero       | Immagine | Genere e specie                                | Nome comune      | Altezza (in m) | Circonferenza (in m) | Diametro della chioma (in m) | Data di impianto                                       | Comune                 | Località                               | Note                    |
| ------------------------------- | -------- | ---------------------------------------------- | ---------------- | -------------- | -------------------- | ---------------------------- | ------------------------------------------------------ | ---------------------- | -------------------------------------- | ----------------------- |
| Quercia di Aiello               |          | Quercus robur                                  | quercia          | 20             | 4                    | 20                           | 300 anni                                               | Aiello del Sabato      | incrocio della quercia                 | 40.888997°N 14.820572°E |
| Castagno grosso                 |          | Castanea sativa                                | castagno         | 15             | 4,40                 | 10                           | 300 anni                                               | Aiello del Sabato      | contrada Castagno grosso               | 40.885678°N 14.81465°E  |
| Platani di Aiello               |          | Platanus occidentalis                          | platano          | 20             | 2,60                 | n.d.                         | 100 anni                                               | Aiello del Sabato      | viale della Vittoria                   | 40.884942°N 14.81935°E  |
| Carpino di Aiello               |          | Carpinus betulus                               | carpino          | 15             | 1,75                 | n.d.                         | 150 anni                                               | Aiello del Sabato      | via Fontana                            | 40.532039°N 14.492406°E |
| Querce di Aiello                |          | Quercus pubescens                              | quercia          | 15             | 2,60                 | n.d.                         | 200 anni                                               | Aiello del Sabato      | contrada Carpino                       | 40.888511°N 14.8166°E   |
| Quercia di San Vito             |          | Quercus pubescens                              | roverella        | 16,4           | 5,30                 | 120                          | 400 anni                                               | Aquilonia              | adiacente alla cappella di San Vito    | 40.993056°N 15.471111°E |
| Platano di Baiano               |          | Platanus occidentalis                          | platano          | 25             | 4,70                 | n.d.                         | 100 anni                                               | Baiano                 | loc. Fontanavecchia                    | 40.931814°N 14.627881°E |
| Lecci di Baiano                 |          | Quercus ilex                                   | leccio           | 6              | 1,10                 | n.d.                         | 100 anni                                               | Baiano                 | centro urbano                          | 40.951812°N 14.617288°E |
| Cerro di Bonito                 |          | Quercus cerris                                 | cerro            | 22             | 5,30                 | n.d.                         | 400 anni                                               | Bonito                 | via versure del bosco                  | 41.111055°N 15.00539°E  |
| Cipresso di Bonito              |          | Cupressus sempervirens                         | cipresso         | 18             | n.d.                 | n.d.                         | n.d.                                                   | Bonito                 | loc. Santa Maria della valle           | 41.108628°N 15.005997°E |
| Cipresso di Bonito              |          | Cupressus sempervirens                         | cipresso         | 15             | 1,75                 | n.d.                         | n.d.                                                   | Bonito                 | Cimitero Comunale                      | 41.094387°N 14.998673°E |
| Cipresso di Bonito              |          | Cupressus sempervirens                         | cipresso         | 18             | 2,50                 | n.d.                         | 200 anni                                               | Bonito                 | Villa Comunale                         | 41.096359°N 15.000301°E |
| Quercia di Bonito               |          | Quercus pubescens                              | roverella        | 20             | 4,30                 | n.d.                         | 250 anni                                               | Bonito                 | n.d.                                   | 41.112598°N 15.014461°E |
| Gelso di Bonito                 |          | Morus alba                                     | gelso            | 4              | 2,65                 | n.d.                         | 250 anni                                               | Bonito                 | loc. Vieticala                         | 41.091464°N 14.976153°E |
| Quercia di Bonito               |          | Quercus pubescens                              | roverella        | 18             | 4,04                 | n.d.                         | 300 anni                                               | Bonito                 | proprietà privata                      | 41.099944°N 15.004389°E |
| Platani di Bonito               |          | Platanus orientalis                            | platano          | 15             | 1,6                  | n.d.                         | 150 anni                                               | Bonito                 | via Provinciale                        | 41.093437°N 14.99749°E  |
| Quercia di Bonito               |          | Quercus pubescens                              | roverella        | 18             | 4,49                 | n.d.                         | 400 anni                                               | Bonito                 | loc. Santoianni                        | 41.097169°N 15.005178°E |
| Ailanto di Casalbore            |          | Ailanthus altissima                            | ailanto          | 15             | 4,00                 | n.d.                         | 200 anni                                               | Casalbore              | Piazza Castello                        | 41.233451°N 15.010861°E |
| Agrifogli di Cervinara          |          | Ilex aquifolium                                | agrifoglio       | 16             | n.d.                 | 50                           | 150 anni                                               | Cervinara              | loc. Costa della Noce                  | 40.995833°N 14.665833°E |
| Platano di Cervinara            |          | Platanus orientalis                            | platano          | 10             | 4,50                 | n.d.                         | 200 anni                                               | Cervinara              | Piazza Regina Elena 1 aiuola           | 41.01629°N 14.627479°E  |
| Platano di Cervinara            |          | Platanus orientalis                            | platano          | 10             | 4,30                 | n.d.                         | 200 anni                                               | Cervinara              | Piazza Regina Elena 2 aiuola           | 41.016290, 14.627479    |
| Tiglio di Cervinara             |          | Tilia cordata                                  | tiglio           | 8              | 3,50                 | n.d.                         | 200 anni                                               | Cervinara              | Piazza Regina Elena 3 aiuola           | 41.016290, 14.627479    |
| Platano di Cervinara            |          | Platanus orientalis                            | platano          | 25             | 4,90                 | n.d.                         | 200 anni                                               | Cervinara              | loc. Stazione                          | 41.028657, 14.616273    |
| Faggio di Contrada              |          | Fagus sylvatica                                | faggio           | 28             | 3,50                 | n.d.                         | n.d.                                                   | Contrada               | loc. Tre Faggi                         | 40.5234, 14.4600        |
| Cerro di San Michele Arcangelo  |          | Quercus cerris                                 | cerro            | 12             | 3,10                 | n.d.                         | n.d.                                                   | Contrada               | loc. Cappella di San Michele Arcangelo | 40.5229, 14.4600        |
| Quercia di Fontanarosa          |          | Quercus pubescens                              | roverella        | 20             | 4,40                 | n.d.                         | 100 anni                                               | Fontanarosa            | Viale Rinascita                        | 41.020356°N 15.017835°E |
| Platano di Forino               |          | Platanus                                       | platano          | 20             | 4,30                 | n.d.                         | 150 anni                                               | Forino                 | via largo ponte                        | 40.5141, 14.4400        |
| Tiglio di Forino                |          | Tilia x vulgaris Hayne syn Tilia intermedia DC | tiglio           | 25             | 4,30                 | n.d.                         | n.d.                                                   | Forino                 | Collegiata della Santissima Annunziata | 40.861111, 14.749722    |
| Tiglio di Forino                |          | Tilia x vulgaris Hayne syn Tilia intermedia DC | tiglio           | 32             | 5,40                 | n.d.                         | n.d.                                                   | Forino                 | loc.Petruro di Forino                  | 40.5200, 14.4510        |
| Cerro del tesoro                |          | Quercus cerris                                 | cerro            | 20             | 4,10                 | n.d.                         | 300 anni                                               | Lacedonia              | Bosco di Origlio                       | 41.013833, 15.441306    |
| Cerro del drago                 |          | Quercus cerris                                 | cerro            | 25             | 5,40                 | n.d.                         | 300 anni                                               | Lacedonia              | Bosco di Origlio                       | 40.5229, 14.4600        |
| Tiglio di Manocalzati           |          | Tilia cordata                                  | tiglio           | 6              | 3,50                 | n.d.                         | 200 anni                                               | Manocalzati            | adiacente al Castello di Manocalzati   | 40.5703, 14.5051        |
| Tiglio di Pietrastornina        |          | Tilia cordata                                  | tiglio           | 15             | 4,45                 | n.d.                         | circa 200 anni                                         | Pietrastornina         | ingresso borgo                         | 40.992314, 14.727817    |
| Tiglio di Rocca San Felice      |          | Tilia cordata                                  | tiglio selvatico | 10             | 2,90                 | n.d.                         | si presume risalga alla rivoluzione partenopea         | Rocca San Felice       | Piazza San Felice                      | 40.951598, 15.164386    |
| Tigli di Santo Stefano del Sole |          | Tilia cordata                                  | tiglio           | 14             | 4,45                 | n.d.                         | risalgono alle battaglie napoleoniche (200 anni circa) | Santo Stefano del Sole | Piazza del Sole                        | 40.894923, 14.866873    |
| Tiglio di Summonte              |          | Tilia vulgaris                                 | tiglio selvatico | 35             | 6,00                 | n.d.                         | 250 anni                                               | Summonte               | Piazza Alessio De Vito                 | 40.949045, 14.745045    |
| Lecci della memoria             |          | Quercus ilex                                   | leccio           | 7              | 1,40                 | n.d.                         | 100 anni                                               | Teora                  | Viale della Vittoria                   | 40.852134, 15.253195    |
| Cedro di Torella                |          | Cedrus libani                                  | cedro del Libano | 18             | 5,20                 | n.d.                         | n.d.                                                   | Torella dei Lombardi   | cimitero                               | 40.938611, 15.115278    |
| Platano di Tufo                 |          | Platanus occidentalis                          | platano          | 40             | 4,70                 | n.d.                         | 250 anni                                               | Tufo                   | loc. Lo Raio                           | 41.012976, 14.818116    |

## Alberi monumentali della provincia di Benevento
| Denominazione dell'albero                   | Immagine | Genere e specie    | Nome comune | Altezza (in m) | Circonferenza (in m) | Diametro della chioma (in m) | Data di impianto | Comune                  | Località           | Note                  |
| ------------------------------------------- | -------- | ------------------ | ----------- | -------------- | -------------------- | ---------------------------- | ---------------- | ----------------------- | ------------------ | --------------------- |
| Bosco di Faggi                              |          | Fagus sylvatica    | faggio      | max. 25        | 2,88                 | n.d.                         | 200 anni         | Pontelandolfo           | Monte Calvello     | 41.299837, 14.632046  |
| Tiglio di Pontelandolfo                     |          | Tilia cordata      | tiglio      | 12             | 3,10                 | n.d.                         | 159 anni         | Pontelandolfo           | Piazza Roma        | 41.286815, 14.692087E |
| Frassino maggiore di S. Bartolomeo in Galdo |          | Fraxinus excelsior | faggio      | 19             | 5,16                 | n.d.                         | n.d.             | San Bartolomeo in Galdo | Contrada Solfatara | 41.254166, 15.041899  |
| Roverella di S. Bartolomeo in Galdo         |          | Quercus pubescens  | roverella   | 13             | 4,28                 | n.d.                         | 100 o 200 anni   | San Bartolomeo in Galdo | loc. Mondrone      | 41.395066, 15.015460  |
| Quercia Angelo Ialeggio                     |          | Quercus pubescens  | roverella   | 15             | 4,30                 | n.d.                         | n.d.             | San Marco dei Cavoti    | c.da Montedoro     | 41,295322 14,861154   |
| Quercia Nicola Ialeggio                     |          | Quercus pubescens  | roverella   | 15             | 5,00                 | n.d.                         | n.d.             | San Marco dei Cavoti    | c.da Montedoro     | 41,295182 14,861085   |

## Alberi monumentali della provincia di Caserta
| Denominazione dell'albero                    | Immagine | Genere e specie                      | Nome comune          | Altezza (in m) | Circonferenza (in m) | Diametro della chioma (in m) | Data di impianto                      | Comune              | Località                                      | Note                   |
| -------------------------------------------- | -------- | ------------------------------------ | -------------------- | -------------- | -------------------- | ---------------------------- | ------------------------------------- | ------------------- | --------------------------------------------- | ---------------------- |
| Platano di Alife                             |          | Platanus                             | platano              | 30             | 4,30                 | n.d.                         | maggiore di 100 anni                  | Alife               | loc. Vergini                                  | 41.338072, 14.319532   |
| Platano di Alife                             |          | Platanus                             | platano              | 15             | 4,05                 | n.d.                         | maggiore di 100 anni                  | Alife               | piazza della Liberazione                      | 41.326714, 14.334724   |
| Alloro di Alvignano                          |          | Laurus nobilis                       | alloro               | 6              | 5,70                 | n.d.                         | maggiore di 100 anni                  | Alvignano           | via Pratillo                                  | 41.224186, 14.353611   |
| Frassino di Alvignano                        |          | Fraxinus excelsior                   | frassino             | 10             | 3,80                 | n.d.                         | maggiore di 100 anni                  | Alvignano           | via Sagliutella                               | 41.245167, 14.374167   |
| Magnolia della legalità                      |          | Magnolia grandiflora                 | magnolia             | 9              | 1,28                 | n.d.                         | 30 anni                               | Aversa              | piazza Don Giuseppe Diana                     | 40.973531, 14.206310   |
| Cipresso comune di Aversa                    |          | Cupressus sempervirens               | cipresso             | 18             | 5,60                 | n.d.                         | 130 anni                              | Aversa              | cimitero                                      | 40.575891, 14.130325   |
| Olivo di Calvi risorta                       |          | Olea europea                         | olivo                | 20             | 6,90                 | 15                           | maggiore di 200 anni (forse 600 anni) | Calvi Risorta       | loc. Petrulo                                  | 41.349096, 14.382336   |
| Gelso di Capua                               |          | Broussonetia papyrifera              | gelso da carta       | 8              | 4,20                 | n.d.                         | 150 anni                              | Capua               | via Cappuccini                                | 41.098849, 14.220251   |
| Viti maritate di Casal di Principe           |          | Populus alba- Vitis vinifera         | pioppo e vite        | 12             | 1,50                 | n.d.                         | 100- 200 anni                         | Casal di Principe   | via Circonvallazione                          | 41.0070661, 14.1012685 |
| Viti maritate di Casal di Principe           |          | Populus alba-Vitis vinifera          | pioppo e vite        | 10             | 1,40                 | n.d.                         | 100- 200 anni                         | Casal di Principe   | via Vaticale                                  | 41.022338, 14.1373175  |
| Albero dei tulipani di Caserta               |          | Liriodendron tulipifera              | albero dei tulipani  | 18             | 3,10                 | n.d.                         | n.d.                                  | Caserta             | piazza Pitesti                                | 41.080144, 14.342558   |
| Araucaria di Caserta                         |          | Araucaria araucana                   | araucaria del Cile   | 25             | 3,30                 | n.d.                         | maggiore di 200 anni                  | Caserta             | piazza Vanvitelli                             | 41.075083, 14.332083   |
| Casuarina di Caserta                         |          | casuarina equisetifolia              | casuarina            | 15             | 2,70                 | n.d.                         | 200 anni                              | Caserta             | piazza Vanvitelli                             | 41.075272, 14.332242   |
| Tasso di Caserta                             |          | Taxus baccata                        | tasso                | 12             | 2,70                 | n.d.                         | 200 anni                              | Caserta             | piazza Vanvitelli                             | 41.075377, 14.332408   |
| Albero della canfora del cimitero di Caserta |          | Cinnamomum camphora T. Nees et Eberm | albero della canfora | 25             | 5,00                 | n.d.                         | 200 anni                              | Caserta             | cimitero                                      | 41.089167, 14.341389   |
| Cedro del Libano del cimitero di Caserta     |          | Cedrus libani                        | cedro del Libano     | 30             | 6,35                 | n.d.                         | 200 anni                              | Caserta             | cimitero                                      | 41.089167, 14.341111   |
| Platano di Caserta                           |          | Platanus                             | platano              | 15             | 4,10                 | n.d.                         | 200 anni                              | Caserta             | via S. Donato loc. Briano                     | 41.092356, 14.322235   |
| Tiglio di Caserta vecchia                    |          | Tilia cordata                        | tiglio               | 12             | 4,80                 | n.d.                         | n.d.                                  | Caserta             | via Corradello d'Acquino                      | 41.093961, 14.383334   |
| Cipresso di Caserta                          |          | Cupressus sempervirens               | cipresso             | 16             | 2,00                 | n.d.                         | n.d.                                  | Caserta             | Casola                                        | 41.093961, 14.383334   |
| Grande vecchio di San Leucio                 |          | Platanus                             | platano              | 18             | 4,80                 | n.d.                         | 175 anni                              | Caserta             | S. Leucio, viale degli antichi platani        | 41.098333, 14.315833   |
| Quercia di Dragoni                           |          | Quercus cerris                       | cerro                | 12             | 4,07                 | n.d.                         | 100-200 anni                          | Dragoni             | loc. Maiorano di Monte                        | 41.239436, 14.301981   |
| Tiglio di Galluccio                          |          | Tilia cordata                        | tiglio               | 12             | 3,50                 | n.d.                         | oltre i 300 anni                      | Galluccio           | largo Spicciano                               | 41.323900, 13.944583   |
| Platani di Marcianise                        |          | Platanus                             | platano              | 37             | 4,00                 | n.d.                         | 200 anni                              | Marcianise          | loc. Aurno                                    | 41.001923, 14.330577   |
| Platani di Piedimonte Matese                 |          | Platanus                             | platano              | 25             | 4,14                 | n.d.                         | 100-200 anni                          | Piedimonte Matese   | piazza Giovanni Caso                          | 41.356361, 14.370722   |
| Platano di Piedimonte Matese                 |          | platanus                             | platano              | 25             | 4,05                 | n.d.                         | 100-200 anni                          | Piedimonte Matese   | loc. Sepicciano                               | 41.349096, 14.382336   |
| Gelsi di Piedimonte Matese                   |          | Morus alba e Morus nigra             | gelsi                | 6              | 2,80                 | n.d.                         | 100-200 anni                          | Piedimonte Matese   | Istituto Tecnico Agrario di Piedimonte Matese | 41.354033, 14.378740   |
| Cipresso di Piedimonte Matese                |          | Cupressus sempervirens               | cipresso             | 6              | 4,50                 | n.d.                         | 100-200 anni                          | Piedimonte Matese   | via F. Lupoli                                 | 41.355464, 14.373836   |
| Rovere di Ruviano                            |          | Quercus petraea                      | rovere               | 15             | 3,40                 | n.d.                         | 200 anni                              | Ruviano             | via Morroni                                   | 41.204925, 14.408459   |
| Olivo di Ruviano                             |          | Olea europea                         | olivo                | 4              | 5,75                 | n.d.                         | 200 anni                              | Ruviano             | loc. S. Domenico                              | 41.225699, 14.411570   |
| Rovere di Ruviano                            |          | Quercus petraea                      | rovere               | 12             | 4,40                 | n.d.                         | 200 anni                              | Ruviano             | loc. Alviglianello                            | 41.2003, 14.4341       |
| Gelso di Ruviano                             |          | Morus alba                           | gelso                | 3              | 3,00                 | n.d.                         | 100 anni                              | Ruviano             | loc. Alviglianello                            | 41.2003 14.4341        |
| Platano di S. Pietro Infine                  |          | Platanus                             | platano              | 15             | 4,22                 | n.d.                         | 100 anni                              | San Pietro Infine   | piazza Risorgimento                           | 41.445556, 13.959101   |
| Faggio di San Gregorio Matese                |          | Fagus sylvatica                      | faggio               | 25             | 6,05                 | n.d.                         | 400 anni                              | San Gregorio Matese | loc. Acqua di Santa Maria                     | 41.408969, 14.441682   |

## Alberi monumentali della città metropolitana di Napoli
| Denominazione dell'albero                 | Immagine | Genere e specie          | Nome comune            | Altezza (in m) | Circonferenza (in m) | Diametro della chioma (in m) | Data di impianto | Comune                  | Località                                                | Note                                                                              |
| ----------------------------------------- | -------- | ------------------------ | ---------------------- | -------------- | -------------------- | ---------------------------- | ---------------- | ----------------------- | ------------------------------------------------------- | --------------------------------------------------------------------------------- |
| Canfora di Afragola                       |          | Cinnamomum camphora      | canfora                | 25             | 4,80                 | n.d.                         | 100 anni         | Afragola                | Piazza Emanuele Gianturco                               | 40.91925°N 14.306861°E                                                            |
| Albero della libertà                      |          | Tilia cordata            | tiglio                 | 15             | 2,00                 | n.d.                         | 200 anni         | Agerola                 | loc. Campora                                            | 40.642764°N 14.549941°E                                                           |
| Filare di 4 platani di Agerola            |          | Platanus orientalis      | platano                | 10             | 3,00                 | n.d.                         | 100 anni         | Agerola                 | loc. Pianillo piazza Unità d'Italia                     | 40.639326°N 14.544893°E                                                           |
| Filare doppio di 42 platani di Agerola    |          | Tilia cordata            | tiglio                 | 20             | 2,00                 | n.d.                         | 100 anni         | Agerola                 | loc. San Lazzaro                                        | 40.623744°N 14.56622°E                                                            |
| Gruppo di cedri                           |          | Cedrus deodara           | cedro                  | 25             | 3,00                 | n.d.                         | oltre 100 anni   | Agerola                 | loc. San Lazzaro                                        | 40.623593°N 14.566508°E                                                           |
| Tiglio di Agerola                         |          | Tilia platyphyllos       | tiglio                 | 30             | 4,10                 | n.d.                         | oltre 100 anni   | Agerola                 | via M.R. Florio                                         | 40.640242°N 14.55308°E                                                            |
| Leccio di Castellammare di Stabia         |          | Quercus ilex             | leccio                 | 12             | 2,50                 | n.d.                         | circa 200 anni   | Castellammare di Stabia | loc. Porto                                              | 40.691005°N 14.473002°E                                                           |
| Pino di Aleppo di Castellammare di Stabia |          | Pinus halepensis         | Pino di Aleppo         | 22             | 4,95                 | n.d.                         | oltre 200 anni   | Castellammare di Stabia | loc. Quisisana                                          | 40.684167°N 14.488889°E                                                           |
| Tasso di Castellammare di Stabia          |          | Taxus baccata            | tasso                  | 8              | 2,11                 | n.d.                         | oltre 200 anni   | Castellammare di Stabia | loc. Quisisana                                          | 40.684167°N 14.489167°E                                                           |
| Pini di Castellammare di Stabia           |          | Pinus pinea              | pino domestico         | 15             | 1,20                 | n.d.                         | 100/200 anni     | Castellammare di Stabia | villa comunale                                          | 40.696092°N 14.480078°E                                                           |
| Araucaria di Castellammare di Stabia      |          | Araucaria araucana       | araucaria del Cile     | 30             | 2,20                 | n.d.                         | 100 anni         | Castellammare di Stabia | villa comunale                                          | 40.69558°N 14.480408°E                                                            |
| Ginko di Castellammare di Stabia          |          | Ginkgo biloba            | ginko                  | 25             | 1,50                 | n.d.                         | 100 anni         | Castellammare di Stabia | villa comunale                                          | 40.695619°N 14.480587°E                                                           |
| Palma di Castellammare di Stabia          |          | Phoenix canariensis      | palma delle Canarie    | 22             | 1,50                 | n.d.                         | 100 anni         | Castellammare di Stabia | villa comunale                                          | 40.695505°N 14.480284°E                                                           |
| Olivo di Cicciano                         |          | Olea europea             | olivo                  | 15             | 5,90                 | n.d.                         | 1600 anni        | Cicciano                | via Sando Pertini, 58                                   | 40.969444°N 14.5375°E                                                             |
| Olivo di Massa Lubrense                   |          | Olea europea             | olivo                  | 10             | 8,00                 | n.d.                         | 200 anni         | Massa Lubrense          | loc. Marciano                                           | 40.605917°N 14.337917°E                                                           |
| Gelso di Massa Lubrense                   |          | Morus nigra              | gelso                  | 6              | 4,00                 | n.d.                         | 300 anni         | Massa Lubrense          | loc. Puolo, villa Angelina                              | 40.605606°N 14.330551°E                                                           |
| Canfora di Napoli                         |          | Cinnamomum camphora      | canfora                | 18             | 1,30                 | n.d.                         | 100 anni         | Napoli                  | mostra d'Oltremare                                      | 40.823889°N 14.186944°E                                                           |
| Yucca di Napoli                           |          | Yucca elephantipes       | yucca                  | 7              | 3,80                 | n.d.                         | 100 anni         | Napoli                  | mostra d'Oltremare                                      | 40.824167°N 14.186389°E                                                           |
| Ficus magnoloide di Napoli                |          | Ficus macrophylla        | ficus magnoloide       | 25             | 6,00                 | n.d.                         | 100 anni         | Napoli                  | mostra d'Oltremare                                      | 40.823889°N 14.186944°E                                                           |
| Filare di palme delle Canarie di Napoli   |          | Phoenix canariensis      | palma delle Canarie    | 13             | 2,00                 | n.d.                         | 100 anni         | Napoli                  | mostra d'Oltremare                                      | 40.822778°N 14.183889°E                                                           |
| Podocarpo di Napoli                       |          | Podocarpus falcatus      | podocarpo              | 18             | 2,00                 | n.d.                         | 100 anni         | Napoli                  | mostra d'Oltremare                                      | 40.8225°N 14.184722°E                                                             |
| Tipuana di Napoli                         |          | Tipuana speciosa         | tipuana                | 15             | 3,20                 | n.d.                         | 100 anni         | Napoli                  | mostra d'Oltremare                                      | 40.821389°N 14.185°E                                                              |
| Gruppo di 3 Ficus magnoloide              |          | Ficus macrophylla        | ficus magnoloide       | 25             | 5,00                 | n.d.                         | oltre 200 anni   | Napoli                  | Chiostro dell'Accademia delle Belle Arti                | 1) 40.851651°N 14.251126°E 2) 40.851765°N 14.251345°E, 3) 40.851747°N 14.251063°E |
| Albero della canfora                      |          | Cinnamomum camphora      | albero della canfora   | 28             | 3,00                 | n.d.                         | oltre 200 anni   | Napoli                  | Chiostro dell'Accademia delle Belle Arti                | 40.851754°N 14.251182°E                                                           |
| Magnolia                                  |          | Magnolia grandiflora     | magnolia               | 20             | 2,10                 | n.d.                         | oltre 200 anni   | Napoli                  | Chiostro dell'Accademia delle Belle Arti                | 40.851592°N 14.251222°E                                                           |
| Albero della canfora                      |          | Cinnamomum camphora      | albero della canfora   | 20             | 7,40                 | n.d.                         | oltre 200 anni   | Napoli                  | Orto de semplici - Ospedale degli Incurabili            | 40.853475°N 14.254311°E                                                           |
| Fiore del Paradiso                        |          | Strelitzia               | fiore del paradiso     | 4              | 8,00                 | n.d.                         | 50 anni          | Napoli                  | Orto de semplici - Chiostro di Santa Maria delle Grazie | 40.853357°N 14.253833°E                                                           |
| Cedro del libano                          |          | Cedrus libani            | cedro del Libano       | 18             | 3,47                 | n.d.                         | n.d.             | Napoli                  | Quartiere Avvocata - salita Pontecorvo,72               | 40.849167°N 14.247778°E                                                           |
| Cedro del libano                          |          | Cedrus libani            | cedro del Libano       | 18             | 4,18                 | n.d.                         | n.d.             | Napoli                  | Capodimonte                                             | 40.866667°N 14.248056°E                                                           |
| Albero della canfora                      |          | Cinnamomum camphora      | cedro del Libano       | 20             | 3,88                 | n.d.                         | n.d.             | Napoli                  | Capodimonte                                             | 40.866944°N 14.248056°E                                                           |
| Platano orientale                         |          | Platanus orientalis      | platano                | 25             | 3,96                 | n.d.                         | n.d.             | Napoli                  | Capodimonte                                             | 40.866667°N 14.248333°E                                                           |
| Albero della Canfora                      |          | Cinnamomum camphora      | albero della canfora   | 30             | 4,54                 | n.d.                         | n.d.             | Napoli                  | Miano, via del cimitero, 1                              | 40.889167°N 14.255556°E                                                           |
| Podocarpo                                 |          | Podocarpus macrophyllus  | podocarpo              | 25             | 2,42                 | n.d.                         | 100 anni         | Napoli                  | Piazza Cavour                                           | 40.85436°N 14.252774°E                                                            |
| Eucalipto rostrato                        |          | Eucalyptus camaldulensis | eucalipto rostrato     | 25             | 6,76                 | n.d.                         | n.d.             | Napoli                  | Piazza Vittoria                                         | 40.833333°N 14.235278°E                                                           |
| Palma gigante del Cile                    |          | Jubaea chilensis         | palma gigante del Cile | 16             | 3,24                 | n.d.                         | 150 anni         | Napoli                  | Piazza Vittoria                                         | 40.833333°N 14.233611°E                                                           |
| Platano                                   |          | Platanus orientalis      | platano orientale      | 18             | 4,12                 | n.d.                         | 200 anni         | Napoli                  | Piazza Vittoria                                         | 40.833333°N 14.238056°E                                                           |
| Platano                                   |          | Platanus orientalis      | platano orientale      | 18             | 4,28                 | n.d.                         | 200 anni         | Napoli                  | Piazza Vittoria                                         | 40.833056°N 14.2375°E                                                             |
| Platano                                   |          | Platanus orientalis      | platano orientale      | 18             | 4,39                 | n.d.                         | 200 anni         | Napoli                  | Piazza Vittoria                                         | 40.833056°N 14.237222°E                                                           |
| Platano                                   |          | Platanus acerifolia      | platano                | 30             | 0,48                 | n.d.                         | 150 anni         | Napoli                  | porto                                                   | 40.833056°N 14.237222°E                                                           |
| Platano                                   |          | Platanus orientalis      | platano                | 25             | 4,42                 | n.d.                         | oltre 200 anni   | Napoli                  | via provinciale di Caserta                              | 40.889722°N 14.278056°E                                                           |
| Filare di Palme delle Canarie             |          | Phoenix canariensis      | palma delle Canarie    | 14             | 2,13                 | n.d.                         | oltre 100 anni   | Napoli                  | Orto botanico                                           | 40.51355°N 14.15444°E                                                             |
| Filare di platani                         |          | Platanus orientalis      | platano                | 17             | 3,85                 | n.d.                         | oltre 100 anni   | Napoli                  | Orto botanico                                           | 40.861493°N 14.265724°E                                                           |
| Palma da vino cilena                      |          | Jubaea chilensis         | palma da vino cilena   | 4              | 2,50                 | n.d.                         | oltre 100 anni   | Napoli                  | Orto botanico                                           | 40.860607°N 14.262299°E                                                           |
| Pianta mangiafumo                         |          | Nolina recurvata         | pianta mangiafumo      | 4              | 5,60                 | n.d.                         | oltre 100 anni   | Napoli                  | Orto botanico                                           | 40.861057°N 14.261711°E                                                           |
| Palma azzurra                             |          | Brahea roezlii           | palma azzurra          | 4              | 1,90                 | n.d.                         | oltre 100 anni   | Napoli                  | Orto botanico                                           | 40.861088°N 14.261749°E                                                           |
| Falso kapok                               |          | Chorisia insigni         | falso kapok            | 25             | 8,00                 | n.d.                         | oltre 100 anni   | Napoli                  | Orto botanico                                           | 40.8612°N 14.262193°E                                                             |
| Quercia                                   |          | Quercus hispanica        | quercia                | 18             | 4,40                 | n.d.                         | oltre 100 anni   | Napoli                  | Orto botanico                                           | 40.861181°N 14.262757°E                                                           |
| Ginkgo                                    |          | Ginkgo biloba            | ginkgo                 | 16             | 3,00                 | n.d.                         | oltre 100 anni   | Napoli                  | Orto botanico                                           | 40.861414°N 14.263155°E                                                           |
| Eucalipto                                 |          | Eucaliptus globulus      | eucalipto              | 30             | 4,40                 | n.d.                         | oltre 100 anni   | Napoli                  | Orto botanico                                           | 40.861141°N 14.262446°E                                                           |
| Pino domestico di Piano di Sorrento       |          | Pinus pinea              | pino domestico         | 20             | 4,18                 | n.d.                         | 150 anni         | Piano di Sorrento       | Villa Fondi                                             | 40.637251°N 14.401671°E                                                           |
| Cipresso di Piano di Sorrento             |          | Cupressus sempervirens   | cipresso               | 10             | 2,66                 | n.d.                         | 130 anni         | Piano di Sorrento       | cimitero                                                | 40.628097°N 14.417969°E                                                           |
| Cipresso di Piano di Sorrento             |          | Cupressus sempervirens   | cipresso               | 10             | 2,70                 | n.d.                         | 130 anni         | Piano di Sorrento       | cimitero                                                | 40.628722°N 14.419191°E                                                           |
| Platano di Piano di Sorrento              |          | Platanus x hispanica     | platano                | 10             | 2,95                 | n.d.                         | 100 anni         | Piano di Sorrento       | via G. Maresca                                          | 40.629168°N 14.41712°E                                                            |
| Tiglio di Piano di Sorrento               |          | Tilia platyphyllos       | tiglio                 | 15             | 3,65                 | n.d.                         | plurisecolare    | Piano di Sorrento       | antico parco del principe                               | 40.622831°N 14.427688°E                                                           |
| Roverella di Piano di Sorrento            |          | Quercus pubescens        | roverella              | 15             | 4,95                 | n.d.                         | n.d.             | Piano di Sorrento       | antico parco del principe                               | 40.622835°N 14.427742°E                                                           |
| Tasso di Piano di Sorrento                |          | Taxus baccata            | tasso                  | 12             | 4,73                 | n.d.                         | n.d.             | Piano di Sorrento       | antico parco del principe                               | 40.622823°N 14.427669°E                                                           |
| Pino domestico di Piano di Sorrento       |          | Pinus pinea              | pino domestico         | 20             | 3,36                 | n.d.                         | n.d.             | Piano di Sorrento       | via Bagnulo                                             | 40.636703°N 14.410798°E                                                           |
| Cedro di Piano di Sorrento                |          | Cedrus deodara           | cedro dell' Himalaya   | 18             | 3,59                 | n.d.                         | n.d.             | Piano di Sorrento       | via Carlo Amalfi, 15                                    | 40.636414°N 14.410112°E                                                           |
| Rovere di Piano di Sorrento               |          | Quercus petraea          | rovere                 | 16             | 3,33                 | n.d.                         | n.d.             | Piano di Sorrento       | loc. Vallone di San Giuseppe                            | 40.621022°N 14.423743°E                                                           |
| Leccio di Piano di Sorrento               |          | Quercus ilex             | leccio                 | 11             | 3,18                 | n.d.                         | 150 anni         | Piano di Sorrento       | Villa Fondi                                             | 40.637222°N 14.401389°E                                                           |
| Cipresso di Piano di Sorrento             |          | Cupressus sempervirens   | cipresso               | 10             | 3,25                 | n.d.                         | 130 anni         | Piano di Sorrento       | cimitero                                                | 40.629167°N 14.419444°E                                                           |
| Glicine di Pompei                         |          | Winstaria sinensis       | glicine                | 15             | 1,50                 | n.d.                         | 100 anni         | Pompei                  | via Plinio, 52                                          | 40.747462°N 14.482283°E                                                           |
| Platano di Pompei                         |          | Platanus orientalis      | platano                | 35             | 4,20                 | n.d.                         | n.d.             | Pompei                  | via Plinio, 22                                          | 40.747374°N 14.489844°E                                                           |
| Ginkgo di Portici                         |          | Ginkgo biloba            | ginkgo                 | 22             | 3,50                 | n.d.                         | oltre 100 anni   | Portici                 | Università-orto botanico                                | 40.811686°N 14.343542°E                                                           |
| Albero della canfora di Portici           |          | Cinnamomum camphora      | albero della canfora   | 12             | 4,20                 | n.d.                         | oltre 100 anni   | Portici                 | Università-giardino segreto                             | 40.812296°N 14.343099°E                                                           |
| Faggi di Roccarainola                     |          | Fagus sylvatica          | faggio                 | 29             | 4,30                 | n.d.                         | oltre 100 anni   | Roccarainola            | loc. Fosso delle Nevi                                   | 41.006419°N 14.571195°E                                                           |
| Cerri di Roccarainola                     |          | Quercus cerris           | cerro                  | 28             | 4,20                 | n.d.                         | oltre 100 anni   | Roccarainola            | loc. Cisterna del Faggitello                            | 40.997414°N 14.563639°E                                                           |
| Leccio di S. Anastasia                    |          | Quercus ilex             | leccio                 | 15             | 4,90                 | n.d.                         | oltre 100 anni   | Sant'Anastasia          | parco urbano                                            | 40.87174°N 14.384963°E                                                            |
| Leccio di S. Anastasia                    |          | Quercus ilex             | leccio                 | 13             | 4,60                 | n.d.                         | oltre 100 anni   | Sant'Anastasia          | parco urbano                                            | 40.871383°N 14.38514°E                                                            |
| Leccio di S. Anastasia                    |          | Quercus ilex             | leccio                 | 15             | 4,90                 | n.d.                         | oltre 100 anni   | Sant'Anastasia          | parco urbano                                            | 40.871696°N 14.384959°E                                                           |
| Olivo di Sorrento                         |          | Olea europea             | olivo                  | 9,05           | 3,07                 | n.d.                         | 250 anni         | Sorrento                | Riviera Massa                                           | 40.632377°N 14.387506°E                                                           |
| Platano di Striano                        |          | Platanus orientalis      | platano                | 18             | 4,70                 | n.d.                         | n.d.             | Striano                 | Piazza D'Anna                                           | 40.813889°N 14.5725°E                                                             |
| Faggio di Vico Equense                    |          | Fagus sylvatica          | faggio                 | 18             | 4,50                 | n.d.                         | 400 anni         | Vico Equense            | loc. Faito                                              | 40.658611°N 14.491389°E                                                           |
| Faggio di Vico Equense                    |          | Fagus sylvatica          | faggio                 | 18             | 4,50                 | n.d.                         | 400 anni         | Vico Equense            | loc. Faito                                              | 40.658611, 14.491389                                                              |
| Faggio di Vico Equense                    |          | Fagus sylvatica          | faggio                 | 20             | 4,50                 | n.d.                         | 400 anni         | Vico Equense            | loc. Faito                                              | 40.658611, 14.491389                                                              |
| Faggio di Vico Equense                    |          | Fagus sylvatica          | faggio                 | 18             | 6,20                 | n.d.                         | 400 anni         | Vico Equense            | loc. Faito                                              | 40.658611, 14.491389                                                              |
| Eucalipto di Vico Equense                 |          | Eucaliptus globosus      | eucalipto              | 20             | 4,50                 | n.d.                         | 150 anni         | Vico Equense            | loc. Matignano                                          | n.d.                                                                              |
| Tiglio di Vico Equense                    |          | Tilia cordata            | tiglio                 | 6              | 3,50                 | n.d.                         | 300 anni         | Vico Equense            | piazza San Giovanni Battista, 2                         | 40.662567°N 14.448596°E                                                           |

## Alberi monumentali della provincia di Salerno
| Denominazione dell'albero             | Immagine | Genere e specie        | Nome comune        | Altezza (in m) | Circonferenza (in m) | Diametro della chioma (in m) | Data di impianto | Comune                 | Località                                    | Note                  |
| ------------------------------------- | -------- | ---------------------- | ------------------ | -------------- | -------------------- | ---------------------------- | ---------------- | ---------------------- | ------------------------------------------- | --------------------- |
| Cedro di Acerno                       |          | Cedrus atlantica       | cedro              | 25             | 4,50                 | n.d.                         | 100 anni         | Acerno                 | piazza Freda                                | 40.735869, 15.057181  |
| Olivo di Agropoli                     |          | Olea europea           | olivo              | 10             | 4,50                 | n.d.                         | 200 anni         | Agropoli               | castello aragonese                          | 40.353172, 14.988733  |
| Olivo di Capaccio Paestum             |          | Olea europea           | olivo              | 8,5            | 8,20                 | n.d.                         | 330 anni         | Capaccio-Paestum       | via Monticello                              | 40.421347, 15.079131  |
| Gelso nero di Capaccio Paestum        |          | Morus nigra            | gelso nero         | 5              | 4,70                 | n.d.                         | 120 anni         | Capaccio-Paestum       | loc. Giancesare                             | 40.431280, 15.047759  |
| Platano di Cava de' Tirreni           |          | Platanus orientalis    | platano orientale  | 8              | 5,60                 | n.d.                         | 150 anni         | Cava de' Tirreni       | Villa Rende                                 | 40.698134, 14.705267  |
| Sofora di Cava de' Tirreni            |          | Sophora japonica       | sofora             | 5              | 1,30                 | n.d.                         | n.d.             | Cava de' Tirreni       | Villa Rende                                 | 40.698103, 14.704771  |
| Filare di Platani di Cava de' Tirreni |          | Platanus orientalis    | platano            | 12             | 4,30                 | n.d.                         | oltre 100 anni   | Cava de' Tirreni       | via Principe Amedeo                         | 40.702075, 14.708605  |
| Pino domestico di Cava de' Tirreni    |          | Pinus pinea            | pino domestico     | 24             | 5,20                 | n.d.                         | oltre 150 anni   | Cava de' Tirreni       | Villa comunale                              | 40.700600, 14.704840  |
| Filare di Platani di Cava de' Tirreni |          | Platanus orientalis    | platano            | 6              | 3,50                 | n.d.                         | oltre 150 anni   | Cava de' Tirreni       | Viale Crispi                                | 40.700169 - 14.705283 |
| Cedri di Ceraso                       |          | Cedrus deodara         | cedro              | 30             | 3,15                 | n.d.                         | n.d.             | Ceraso                 | vivaio Isca                                 | 40.198999, 15.298750  |
| Tiglio di Ceraso                      |          | Tilia cordata          | tiglio             | 16             | 3,95                 | n.d.                         | 100 anni         | Ceraso                 | piazza Mazzini                              | 40.194683, 15.256254  |
| Ciliegio selvatico di Petina          |          | Prunus avium           | ciliegio selvatico | 22             | 2,55                 | n.d.                         | 100 anni         | Petina                 | casone di aresta (osservatorio astronomico) | 40.500390, 15.383941  |
| Olivo di Pontecagnano-Faiano          |          | Olea europea           | olivo              | 6              | 7,05                 | n.d.                         | n.d.             | Pontecagnano-Faiano    | casone di aresta (osservatorio astronomico) | 40.644444, 14.873611  |
| Cipresso di Pontecagnano-Faiano       |          | Cupressus sempervirens | cipresso           | 18             | 2,97                 | n.d.                         | n.d.             | Pontecagnano-Faiano    | cimitero                                    | 40.645530, 14.898223  |
| Cipresso di Pontecagnano-Faiano       |          | Cupressus sempervirens | cipresso           | 18             | 3,02                 | n.d.                         | n.d.             | Pontecagnano-Faiano    | cimitero                                    | 40.645640, 14.898000  |
| Tiglio di San Cipriano Picentno       |          | Tilia cordata          | tiglio             | 6              | 3,47                 | n.d.                         | 100 anni         | San Cipriano Picentino | loc. Filetta                                | 40.701733, 14.871864  |
| Cedro di San Cipriano Picentno        |          | Cedrus deodara         | cedro              | 16             | 4,10                 | n.d.                         | 100-200 anni     | San Cipriano Picentino | loc. Vignale                                | 40.719583, 14.870833  |
| Platano di Salerno                    |          | Platanus x hispanica   | platano            | 23             | 4,50                 | n.d.                         | n.d.             | Salerno                | Frazione Ogliara                            | 40.706077, 14.801545  |
| Pino d'Aleppo di Salerno              |          | Pinus halepensis       | Pino di Aleppo     | 16             | 3,30                 | n.d.                         | n.d.             | Salerno                | Villa comunale                              | 40.678056, 14.753611  |
| Pino d'Aleppo di Salerno              |          | Pinus halepensis       | Pino di Aleppo     | 16             | 3,40                 | n.d.                         | n.d.             | Salerno                | Villa comunale                              | 40.678889, 14.753611  |
| Olivo di San Mauro Cilento            |          | Olea europea           | olivo              | 13             | 5,00                 | n.d.                         | 200 anni         | San Mauro Cilento      | loc. Lavaturo                               | 40.215833, 15.046361  |
| Olivo di San Mauro Cilento            |          | Olea europea           | olivo              | 15             | 5,10                 | n.d.                         | 200 anni         | San Mauro Cilento      | loc. Lavaturo                               | 40.217000, 15.042917  |
| Olivo di San Mauro Cilento            |          | Olea europea           | olivo              | 18             | 5,80                 | n.d.                         | oltre 200 anni   | San Mauro Cilento      | loc. Monaco                                 | 40.209732 - 15.042735 |
| Sughera                               |          | Quercus suber          | sughera            | 10             | 3,00                 | n.d.                         | 200 anni         | Vibonati               | SS18                                        | 40.073325, 15.608695  |